# Adamawa Fulfulde jezik
Adamawa Fulfulde jezik (ISO 639-3: fub; Postoje brojni nazici pod kojima je poznat: adamawa fulani, biira, boulbe, domona, dzemay, eastern fulani, foulfoulde, ful, fula, fulbe, fulfulde, gapelta, palata, paldena, paldida, pelta hay, peul, peulh, pladina, pule, pullo, sanyo, taareyo, zaakosa, zemay), nigersko-kongoanski jezik uže atlantske skupine, koji se govori u Kamerunu 669 000 (1986), Čadu 148 000 (2006), Sudanu 90 000 (1982 SIL) i u Nigeriji gdje je službeni jezik. Etnički govornici zovu se Fulbe ili Fulani, koji se služe brojnim dijalektima, maroua, garoua, ngaondéré, kambariire, nomadic fulfulde, bilkire fulani (bilkiri), gombe.
U Sudanu se govori u Plavom Nilu i Kordofanu, a u Čadu u departmanu Lac Léré (regija Mayo-Kebbi Ouest ).

## Vanjske poveznice
- Ethnologue (14th)
- Ethnologue (15th)